# Hayu
Hayu (estilizado como hayu y pronunciado /'heɪjuː/ HAY-yoo) es un servicio de streaming de video por suscripción propiedad de NBCUniversal, una división de Comcast, presentado en 2016. El servicio presenta episodios de televisión de programas de telerrealidad a pedido que se estrenan el mismo día (o el día después) en los Estados Unidos, principalmente programación transmitida originalmente por las redes Bravo y E! de NBCU.
Actualmente, Hayu está disponible en Albania, Alemania, Australia, Bélgica, Canadá, Dinamarca, España, Filipinas, Finlandia, Hong Kong, Irlanda, Islandia, Italia, Luxemburgo, Noruega, Países Bajos, Polonia, Portugal, Singapur, Suecia y Reino Unido. El 2 de marzo de 2023, Hayu finalizó su servicio en India.